# チューバックス

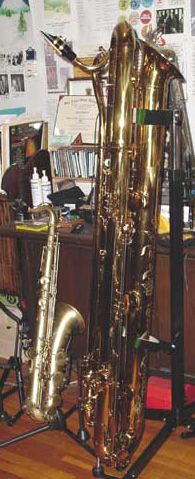
B♭サブコントラバス･チューバックス

チューバックス（Tubax）は、エッペルスハイム（Eppelsheim）社の開発したコントラバスサクソフォーン、サブコントラバスサクソフォーンの名称である。名称は低音を担う金管楽器「Tuba」（チューバ）とサクソフォーンの俗称である「Sax」とをつなげて作られた造語である。
従来の設計の楽器が大きすぎて持ち運びに不便なことから、1999年にエッペルスハイム社によりコンパクトに設計しなおされた。

## 特徴
木管楽器、シングルリード属、サクソフォーン属に分類される。
2012年現在で、E♭管のものと、さらに完全4度低いB♭管のものが存在する。E♭管チューバックスの長さは115cm、重さは約9.5kgである。B♭管チューバックスの長さは145cmである。
運指をはじめとする奏法は、近代サクソフォーンのそれに準じている。バリトンサクソフォーン、バスサクソフォーンのマウスピースを使用して演奏することができるように設計されている。また、第3オクターブキーが標準装備されており、フラジオによる演奏が比較的容易になっている。

## 音域
E♭管チューバックスの可奏音域はD♭1-A♭4である（フラジオ音域を除く）。音域はコントラバスサクソフォーンと同等で、バスサクソフォーンより完全5度低く、バリトンサクソフォーンより1オクターブ低い。実音は記譜より2オクターヴと長6度低い。
B♭管チューバックスの可奏音域はA♭0-E3である（フラジオ音域を除く）。音域はサブコントラバスサクソフォーンと同等で、E♭管Tubaxより完全4度低く、バスサクソフォーンより1オクターブ低い。実音は記譜より3オクターヴと長2度低い。

## チューバックス奏者
- Serge Bertocchi (fr)
- Marcus Weiss (en)
- Jay C. Easton
- Randy Emerick
- Blaise Garza (en)
- ヴィニー・ゴリア(usa)
- Mats Gustafsson (en)
- 黒田雅之(jp)
- Jarno Sarkula (en)
- 香田茜弓(jp)